# Torrent de la Clota
El torrent de la Clota era un torrent situat al barri homònim de Barcelona. Es formava de la unió dels torrents de la Font del Bacallà i de Sant Genís, a l'actual plaça de la Clota, a més de rebre l'aigua de dos torrents curts que travessaven el barri de la Teixonera. Travessava els terrenys de Martí-Codolar, on hi havia un gran llac anomenat de les Catorze plomes, per això el torrent també s'anomenava torrent de Codolar o de les Catorze plomes. El carrer d'Alarcón té un traçat sinuós perquè coincidia amb la riera. A l'actual avinguda del Marquès de Castellbell, prop de can Don Joan, hi havia un pont sobre la riera anomenat pontet de can Don Joan, i una mica més amunt hi havia el pont de la Puríssima, al carrer homònim, tots dos desapareguts. En arribar a la cruïlla dels actuals carrer de Lisboa i avinguda de l'Estatut de Catalunya, el torrent s'unia als altres que provenien de Collserola, formant la riera d'Horta.
Al segle XX el torrent es va canalitzar mitjançant un col·lector que segueix el traçat del carrer d'Alarcón.